# Classes Préparatoires Intégrées à l'école supérieure de Chimie Physique et Électronique de Lyon
Les Classes Préparatoires Intégrées à CPE Lyon ont été créées par l'école d'ingénieurs CPE Lyon dans le but de former les futurs élèves ingénieurs.

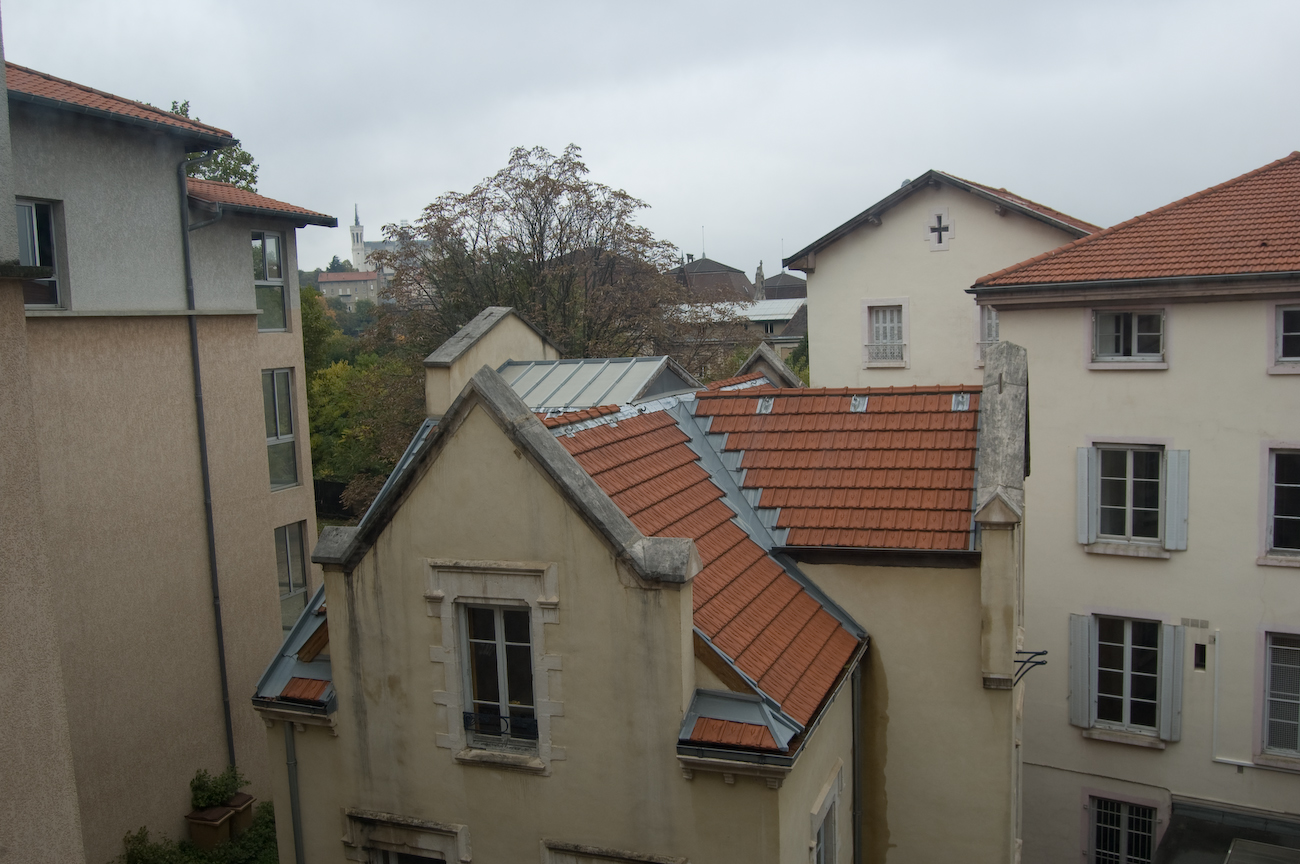
Vue du pavillon central

| \| Localisation des Classes préparatoires à CPE Lyon. · Classes préparatoires à CPE Lyon \| Localisation des Classes préparatoires à CPE Lyon. |
| Localisation des Classes préparatoires à CPE Lyon. · Classes préparatoires à CPE Lyon                                                          |

## Gestion
L'établissement est intégralement géré par l'Institution des Chartreux, cependant, il se situe hors du lycée des Chartreux de la Croix-Rousse. Les bâtiments sont dans le quartier de Saint-Just, on peut les voir du pont Kitchener-Marchand.

## Organisation
Plus de 450 élèves étudient aux Classes préparatoires à CPE Lyon, ils sont répartis selon leur spécialité future, à savoir : Sciences du Numérique (SN) ou Chimie et Génie des Procédés (CGP).
L'établissement compte 5 classes de SUP (1re année) et 5 classes de SPÉ (2e année). Les effectifs sont les suivants : 250 SUP et 200 SPÉ (environ).
L'internat Saint-Irénée, réservé aux étudiants des classes préparatoires, peut accueillir jusqu'à 147 étudiants.

## Particularités
Le programme enseigné par les professeurs est le même que dans une CPGE. Malgré de grandes similitudes avec une prépa "classique" (khôlles, devoirs surveillés, ...), les élèves ne passent pas de concours, l'admission en école d'ingénieur se faisant par contrôle continu.

### Mathématiques supérieures
La première année débute pour tous les étudiants en un tronc commun PCSI jusqu'au mois de décembre.
Par la suite, chaque spécialité (Électronique, Informatique et Télécommunications ou Chimie et Génie des Procédés) suit un programme qui lui est propre, programme de PCSI-PC pour les étudiants qui s'orientent vers la chimie et PCSI-SI pour ceux qui ont choisi l'électronique.

### Mathématiques spéciales
Durant cette seconde année, les étudiants sont divisés en :
- PC pour ceux qui ont choisi Chimie et Génie des Procédés
- MP ou PSI pour ceux qui s'engagent en Sciences du Numérique[1]

## Admissions

### Post-Bac
Les Classes préparatoires à CPE Lyon sélectionnent les élèves sortant de terminale sur Parcoursup, par le biais du concours Puissance Alpha.

### De la SUP à la SPÉ
Pour passer en deuxième année, il faut obtenir au moins 10 de moyenne dans les deux modules d'enseignement, à savoir : Sciences et Sciences humaines.

### De la SPÉ à CPE Lyon
Pour intégrer l'école CPE Lyon, il faut obtenir au moins 10 de moyenne dans les deux modules, comme en première année. Par ailleurs, il faut avoir au minimum 8 de moyenne sur l'ensemble des devoirs écrits (donc en excluant les devoirs oraux ou colles).

## Accès
Les classes préparatoires sont accessibles depuis les stations Minimes - Théâtres Romains et Saint-Just du Funiculaire F1.